# CJM Bourges Basket
CJM Bourges Basket – francuski żeński klub koszykarski powstały w 1967 w Bourges pod nazwą Cercle Jean-Macé Bourges. Klub występuje w rozgrywkach Ligue féminine de basket oraz w Eurolidze. Obecnie klub występuje pod nazwą Tango Bourges Basket.

## Sukcesy
- Mistrzostwa Francji:
  -  (12) 1995, 1996, 1997, 1998, 1999, 2000, 2006, 2008, 2009, 2011, 2012, 2013
  -  (6) 2001, 2002, 2004, 2005, 2007, 2009
- Puchar Francji:
  -  (7) 1990, 1991, 2005, 2006, 2008, 2009, 2010
- Euroliga kobiet:
  -  (3) 1997, 1998, 2001
  -  (1) 2000
  -  (1) 2013